# Paul Chabanaud
Paul Chabanaud (Versailles, 30 november 1876 - 27 februari 1959) was een Frans zoöloog.

## Biografie
Chabanaud studeerde aan het lyceum van Tours en behaalde zijn baccalaureaat in Poitiers in 1897. Hij wijdde zich dan aan de natuurwetenschappen, volgde cursussen aan de Sorbonne bij onder meer Yves Delage en Gaston Bonnier. Pas in 1936 behaalde hij zijn doctoraat.
Bij het begin van de Eerste Wereldoorlog in augustus 1914 werd hij gemobiliseerd, maar om gezondheidsredenen al op het einde van dat jaar uit het leger ontslagen. Hij ging dan als vrijwilliger werken aan het laboratorium van herpetologie van het Muséum national d'histoire naturelle bij professor Louis Roule. Hij zou bijna veertig jaar lang verbonden blijven aan het museum.
Na de oorlog ondernam hij in 1919-1920 een wetenschappelijke missie in Frans-West-Afrika in opdracht van het museum, die hij bijna helemaal zelf moest bekostigen. Hiervan bracht hij duizenden specimens naar Frankrijk. Daarvan onderzocht en beschreef hijzelf de reptielen en amfibieën.
In juli 1920 werd hij "préparateur" aan het laboratorium van de ichtyoloog Jean Abel Gruvel en begon met de studie van de grote collectie vissen aldaar. Hij specialiseerde zich in de anatomie en de systematiek van de platvissen (Pleuronectiformes). Hij heeft meer dan 70 soorten en ondersoorten platvissen wetenschappelijk beschreven en benoemd, evenals een aantal geslachten waaronder Catathyridium en Hypoclinemus uit de familie Amerikaanse tongen (Achiridae).
Chabanaud gebruikte voor zijn beschrijvingen een eigen persoonlijke terminologie die voor buitenstaanders moeilijk begrijpbaar was.
In 1955 werd hij door de Franse Staat onderscheiden met de benoeming tot Ridder in het Legioen van Eer.